# Армійська група «Нарвік»
Армі́йська гру́па «Нарвік» (нім. Armee-Abteilung Narvik) — оперативне об'єднання Вермахту, армійська група в роки Другої світової війни.

## Історія
Армійська група «Нарвік» сформована на базі 19-го гірського корпусу на території Норвегії.

## Райони бойових дій
- Норвегія (25 листопада 1944 — 8 травня 1945)

## Командування

### Командувачі
- генерал гірсько-піхотних військ Фердинанд Йодль (нім. Ferdinand Jodl) (25 листопада 1944 — 8 травня 1945)

## Бойовий склад армійської групи «Нарвік»
Формування управління, забезпечення та підтримки
- 109-те артилерійське командування (Arko 109),
- 419-те управління корпусного постачання (Korps-Nachschubtruppen 419);
- 419-й корпусний батальйон зв'язку (Korps-Nachrichten-Abteilung 419);
- 1/550-го армійського полку зв'язку (I. / Armee-Nachrichten-Regiment 550);
- 419-й топографічний відділ корпусу (Korps-Kartenstelle 419);
- 419-й взвод військової поліції (Feldgendarmerietrupp b 419).

- 19-й гірський корпус (XIX. Gebirgs-Armeekorps);
- 36-й гірський корпус (XXXVI. Gebirgs-Armeekorps);
- 27-й гірський корпус (XXVII. Gebirgs-Armeekorps);
- 71-й армійський корпус (LXXI. Armeekorps);
- лижна кулеметна бригада «Фінляндія» (MG-Ski-Brigade “Finnland”);
- танкова бригада «Норвегія» (Panzer-Brigade “Norwegen”).

- 6-та гірсько-піхотна дивізія (6. Gebirgs-Division);
- 7-ма гірсько-піхотна дивізія (7. Gebirgs-Division);
- 230-та піхотна дивізія (230. Infanterie-Division);
- 270-та піхотна дивізія (270. Infanterie-Division);
- штаб 140-ї дивізійної групи особливого призначення (Divisionsstab z.b.V. 140 (Divisionsgruppe K).

- 6-та гірсько-піхотна дивізія;
- 270-та піхотна дивізія.

- 71-й армійський корпус;
- 6-та гірсько-піхотна дивізія;
- 270-та піхотна дивізія;
- 193-тя гренадерська бригада (Grenadier-Brigade 193);
- 388-ма гренадерська бригада (Grenadier-Brigade 388).